# Società Sportiva Sambenedettese 1963-1964
Questa voce raccoglie le informazioni riguardanti la Società Sportiva Sambenedettese nelle competizioni ufficiali della stagione 1963-1964.

## Rosa
| N. |                   | Ruolo | Calciatore        |
| -- | ----------------- | ----- | ----------------- |
|    | Italia (bandiera) | P     | Giampiero Bandini |
|    | Italia (bandiera) | C     | Paolo Beni        |
|    | Italia (bandiera) | A     | Adriano Birtig    |
|    | Italia (bandiera) | A     | Angelo Buratti    |
|    | Italia (bandiera) | C     | Alceo Galiè       |
|    | Italia (bandiera) | D     | Mario Jannarilli  |
|    | Italia (bandiera) | A     | Enzo Laurenzi     |
|    | Italia (bandiera) | D     | Piero Merlo       |
|    | Italia (bandiera) | A     | Sandro Minto      |
|    | Italia (bandiera) | D     | Alfredo Napoleoni |

| N. |                   | Ruolo | Calciatore        |
| -- | ----------------- | ----- | ----------------- |
|    | Italia (bandiera) | C     | Enrico Nicchi     |
|    | Italia (bandiera) | A     | Rinaldo Olivieri  |
|    | Italia (bandiera) | C     | Abramo Pagani     |
|    | Italia (bandiera) | A     | Pierluigi Pucci   |
|    | Italia (bandiera) | D     | Angelo Ruffinoni  |
|    | Italia (bandiera) | C     | Pier Nicola Troli |
|    | Italia (bandiera) | D     | Marcello Venditti |
|    | Italia (bandiera) | C     | Fausto Vicino     |
|    | Italia (bandiera) | D     | Francesco Villa   |
|    | Italia (bandiera) | C     | Nicola Virgili    |